# Temasek Holdings
Temasek Holdings (Private) Limited (afgekort als Temasek) is een Singaporese houdstermaatschappij met de regering van Singapore als enige eigenaar. Het werd opgericht op 25 juni 1974 en kreeg alle belangen die de overheid hield in bedrijven. Het is een sovereign wealth fund.

## Governance
Temasek is een staatsbedrijf en alle aandelen zijn in handen van het ministerie van Financiën van Singapore. De overheid heeft speciale bevoegdheden om het vermogen in Temasek te beschermen. De president van Singapore moet elke significante transactie goedkeuren en heeft het recht om de leden van de raad van bestuur van Temasek te benoemen, te ontslaan of te vervangen.
Temasek opereert verder als een onafhankelijke commerciële holding en betaalt belastingen en keert dividend uit aan de enige aandeelhouder. Het heeft een eigen raad van bestuur en een professioneel managementteam. Er werken zo'n 800 mensen bij Temasek waarvan de meerderheid in Singapore.
Het heeft een gebroken boekjaar dat op 31 maart afloopt.

## Portefeuille
In 1965 kondigde de Britse regering aan alle militaire activiteiten op het eiland te staken in 1971. Dit betekende een forse achteruitgang voor de economie en de werkgelegenheid van de stadstaat. De regering van Singapore besloot een industrialisatieprogramma te starten om de nadelige effecten op te vangen. Het trok buitenlandse investeerders aan, nam de oude militaire faciliteiten over en maakten deze geschikt voor commerciële activiteiten en zette nieuwe bedrijven op.
Het kwam al snel tot de conclusie dat dit geen overheidstaak is. Het richtte Temasek op en bij de oprichting in 1974 werd een pakket aandelen ter waarde van S$ 354 miljoen overgedragen. Het nam de belangen in diverse bedrijven over waaronder een vogelpark, een hotel, een schoenenfabrikant, een producent van wasmiddelen, scheepswerven, een luchtvaartmaatschappij en een staalfabriek.
De portefeuille is sindsdien sterk uitgebreid en veranderd. Op 31 maart 2020 had het totaal aan bezittingen een waarde van S$ 306 miljard. Op die datum was 24% van het vermogen vastgelegd in Singapore, 29% in de Volksrepubliek China, 17% in Noord-Amerika, 13% in Azië (exclusief Singapore en China) en 10% in Europa. De vier grootste sectoren zijn Financiële dienstverlening (23%), Telecommunicatie en Media (21%), Consumenten en Vastgoed (17%) en Industrie en Transport (16%). Ongeveer de helft van het vermogen is geïnvesteerd in bedrijven die geen beursnotering hebben.
In de portefeuille zitten een aantal bedrijven waarin Temasek alle of een meerderheid van de aandelen heeft. Deze bedrijven, veelal gevestigd in Singapore, worden geconsolideerd. Temasek houdt alle aandelen in PSA International, Singapore Power en SMRT Corporation. Het heeft ook een aandelenbelang van 55% in Singapore Airlines. Verder zijn er veel bedrijven waarin het een minderheidsbelang heeft. 

### Resultaten
| Jaar      | Balans-totaal | Eigen vermogen | Netto schuld | Netto vermogen | Omzet | Netto-resultaat |
| --------- | ------------- | -------------- | ------------ | -------------- | ----- | --------------- |
| 31-mrt-11 | 298           | 156            | 9            | 193            | 83,5  | 12,7            |
| 31-mrt-12 | 303           | 158            | 16           | 198            | 83,5  | 10,7            |
| 31-mrt-13 | 342           | 169            | 20           | 215            | 94,3  | 10,7            |
| 31-mrt-14 | 344           | 187            | 9            | 223            | 92,4  | 10,9            |
| 31-mrt-15 | 406           | 219            | 33           | 266            | 101,6 | 14,5            |
| 31-mrt-16 | 416           | 218            | 44           | 242            | 101,5 | 8,4             |
| 31-mrt-17 | 448           | 239            | 39           | 275            | 97,0  | 14,2            |
| 31-mrt-18 | 491           | 272            | 50           | 308            | 107,4 | 21,7            |
| 31-mrt-19 | 509           | 284            | 52           | 313            | 114,6 | 11,8            |
| 31-mrt-20 | 595           | 291            | 83           | 306            | 118,6 | 8,8             |
| 31-mrt-21 | 653           | 348            | 92           | 381            | 110,9 | 56,5            |
| 31-mrt-22 | 672           | 357            | 90           | 403            | 134,9 | 10,6            |